# Трековый велосипед

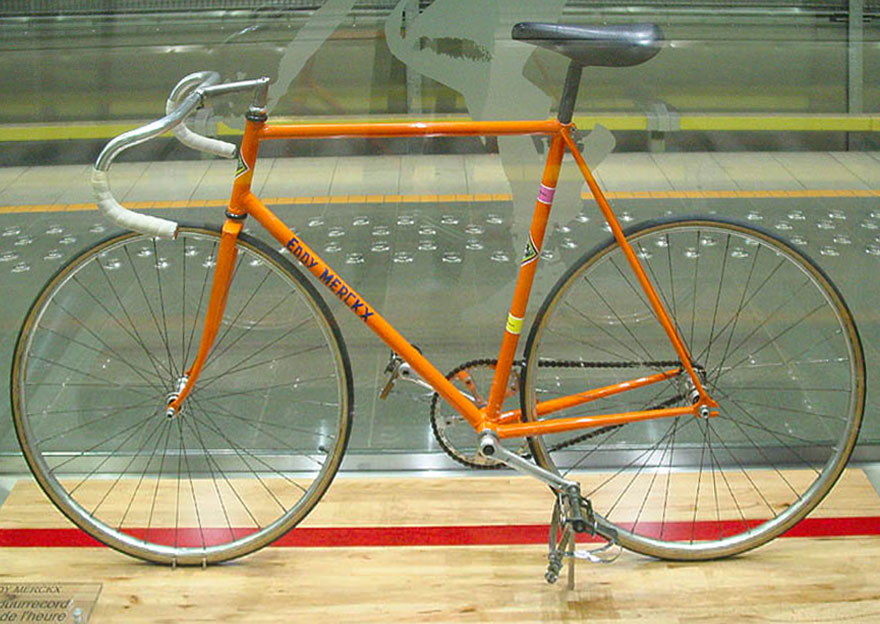

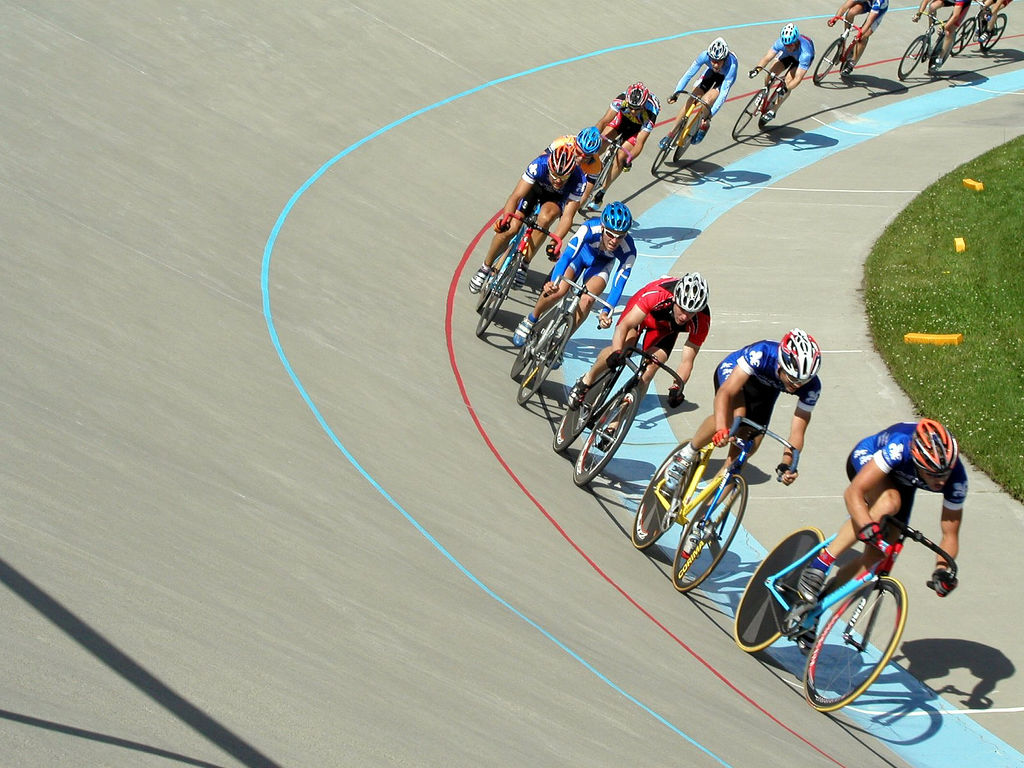
Езда по велотреку

Трековый велосипед — велосипед, предназначенный для езды по велотреку. Трековые велосипеды внешне схожи с  шоссейными велосипедами, однако имеют ряд принципиальных конструктивных отличий. Трековый велосипед имеет более короткую  колёсную базу, из-за чего увеличивается жесткость рамы. Диаметр колёс составляет 622 мм (700C), в качестве покрышек чаще используются однотрубные шины велосипеда. Из-за наклона полотна трека, кареточный узел трекового велосипеда расположен выше, благодаря чему увеличивается расстояние между крайней нижней позицией педалей и покрытием трека на виражах. Наконечники цепной вилки имеют горизонтальные пазы, что позволяет регулировать натяжение цепи за счёт изменения положения оси заднего колеса. Трековый велосипед имеет всего одну, т. н. фиксированную, или глухую передачу. Это означает, что педали не имеют свободного хода относительно заднего колеса, они непрерывно вращаются. Данный эффект достигается за счёт отсутствия во втулке заднего колеса муфты свободного хода. Наличие только одной передачи и отсутствие традиционных тормозов исторически обусловлены сокращением массы велосипеда. Торможение на трековом велосипеде возможно только постепенным замедлением хода или блокированием педалей.